# Vierzon
Vierzon är en stad och kommun i departementet Cher i regionen Centre-Val de Loire i centrala Frankrike. År 2022 hade Vierzon 25 254 invånare.

## Geografi
Vierzon är omgivet 7 500 hektar skog och det rinner fem floder genom staden, bland dem Yèvre och Cher, även Canal de Berry korsar staden. Vierzon ligger på gränsen mellan Sologne och Berry.

## Kommunikationer
Det finns en järnvägsstation i Vierzon (Gare de Vierzon-Ville) som förbinder staden med Paris, Bourges och Ussel.
Vierzon har också en motorvägsknut, där A71, A20 och A85 möts.

## Befolkningsutveckling
| Befolkningsutvecklingen i Vierzon 1968–2021 | Befolkningsutvecklingen i Vierzon 1968–2021 | Befolkningsutvecklingen i Vierzon 1968–2021 | Befolkningsutvecklingen i Vierzon 1968–2021 | Befolkningsutvecklingen i Vierzon 1968–2021 |
| ------------------------------------------- | ------------------------------------------- | ------------------------------------------- | ------------------------------------------- | ------------------------------------------- |
|                                             |                                             |                                             |                                             |                                             |
| År                                          |                                             |                                             | Folkmängd                                   |                                             |
| 1968                                        | 1968                                        |                                             | 33 775                                      |                                             |
| 1975                                        | 1975                                        |                                             | 35 699                                      |                                             |
| 1982                                        | 1982                                        |                                             | 34 209                                      |                                             |
| 1990                                        | 1990                                        |                                             | 32 235                                      |                                             |
| 1999                                        | 1999                                        |                                             | 29 719                                      |                                             |
| 2007                                        | 2007                                        |                                             | 27 723                                      |                                             |
| 2015                                        | 2015                                        |                                             | 26 919                                      |                                             |
| 2021                                        | 2021                                        |                                             | 25 348                                      |                                             |